# مقاطعة حررطيري
مقاطعة حررطيري (بالصومالية: Degmada Xarardheere)‏ إحدى مقاطعات محافظة مدج بوسط الصومال، عاصمتها حررطيري.
خضعت مقاطعة حررطيري لسيطرة حركة الشباب الإرهابية في الفترة ما بين عامي 2012 و 2023، وتعرض معسكر تدريب تابع للحركة في ضواحي مدينة حررطيري لغارة جوية أمريكية أودت بحياة 80 من مقاتلي الحركة عام 2018، في 16 يناير 2023 استولت القوات المسلحة الصومالية على مقاطعة حررطيري بعد طرد مقاتلي حركة الشباب منها، وتجددت الاشتباكات في بعض البلدات التابعة للمقاطعة في مايو 2023، حيث صرح وزير الدفاع الصومالي عبد القادر محمد نور أن القوات المسلحة الصومالية نصبت كمينا لقوات حركة الشباب وألحقت بهم خسائر فادحة. وقصفت الحركة مناطق مأهولة من المقاطعة بصواريخ الهاون.

## روابط خارجية
- مقاطعات الصومال
- الخريطة الإدارية لمقاطعة حررطيري